# Петеріс Упітіс
Петеріс Упітіс (латис. Pēteris Upītis; *19 травня 1896 — †4 квітня 1976, Добеле, Латвія) — латвійський селекціонер, фото-художник.

## Біографія
Закінчив Прікульську школу.
Кандидат сільськогосподарських наук. Завідувач селекційної лабораторії плодівництва Науково-дослідного інституту Землеробства Латвії.
Творець і керівник Добельського розплідника. Вивів понад 80 тисяч генотипів.

## Селекційна діяльність
- 200 сортів бузку (в Королівській асоціації бузку зареєстровано 12 сортів бузку Упітіса). Перший виведений сорт бузку «Радість буття».
- Відомі сорти лілій «Brūnupīte», «Dzintarlāse».

### Запатентовані сорти
- сорт малини «Ivars» (співавтор S.Strautiņa);
- сорт черешні «Aija» (співавтор S.Ruisa);
- сорт яблунь «Ausma» (співавтор L.Ikase);
- сорт груш «Jumurda» (співавтор M.Blukmanis);
- сорт гібридних слив «Agrā Dzeltenā» (співавтор L.Ikase);
- сорт гібридних слив «Inese» (співавтор L.Ikase);
- сорт домашніх слив «Minjona» (співавтор Едіте Кауфмане);
- сорт абрикосів «Daiga» (співавтор Едіте Кауфмане);
- сорт абрикосів «Velta» (співавтор Едіте Кауфмане);
- сорт абрикосів «Lāsma» (співавтор Едіте Кауфмане).

## Член спільнот
- Austrālijas Liliju audzētāju biedrība;
- Ziemeļamerikas Liliju audzētāju biedrība;
- Ziemeļkarolīnas Liliju audzētāju biedrība;
- Ontario Liliju audzētāju biedrība;
- Viskonsinas — Ilinoisas Liliju audzētāju biedrība;
- Starptautiskā ceriņu audzētāju biedrība Kanādā;
- Anglijas Nacionālā Rožu audzētāju biedrība;
- Ziemeļu Riekstu audzētāju biedrība;
- Amerikas Peoniju audzētāju biedrība;
- Francijas Rožu audzētāju biedrība;
- Amerikas Īrisu audzētāju biedrība.

## Публікації
- P.Upītis. LPSR Augļu koku un ogulāju šķirnes. Rīga, 1948.-1951.
- P.Upītis. Augļkopības selekcijas mērķi un mans darbs. Druva, 1958. Nr.18, 9.-11.lpp.
- P.Upītis. Latvijas PSR augļaugu kultūru šķirņu sastāva uzlabošana un papildināšana. Autoreferāts lauksaimniecības zinātņu kandidāta grāda iegūšanai. Jelgava, 1964. 32 lpp. (на русском).

## Пам'ять
- У Добеле відкритий «Музей і сад Петеріса Упітіса».